# 安倍なつみ&矢島舞美（℃-ute）
安倍なつみ＆矢島舞美（℃-ute）とは、ハロー!プロジェクト内の女性デュエットユニットである。

## 概要
ハロー!プロジェクトに所属する安倍なつみと矢島舞美（℃-ute）により結成されるスペシャルユニットである。安倍26歳、矢島16歳（いずれも当時）という10歳の年齢差をユニットの特徴としている。
デビューシングルは、ファンの投票により「16歳の恋なんて（5094票）」「私の恋人なのに（2861票）」の2曲中から1つを選出する方式で決定された（※かっこ内の票数が投票結果）。
安倍いわく「突然組むことになった」とのことで、PV撮影にもあまり期間が無かったとのことである。ちなみに、安倍は、矢島のことを「やじまん」と呼んでいる。

## 略歴
2007年
- 11月27日、デビューシングルをファンの投票で決定することが告知される。
- 11月28日、投票受け付け開始。
- 12月6日、デビューシングルが「16歳の恋なんて」に決定。

2008年
- 1月16日、1stシングル「16歳の恋なんて」にてデビュー。

2009年
- 4月中旬、ハロー!プロジェクトの公式サイトから詳細なプロフィールが消滅した（事実上の活動終了）。

## 音楽

### シングル
- 16歳の恋なんて（2008年1月16日、hachama、ブックレット付初回生産限定盤：HKCN-50061／通常盤：HKCN-50062）

### DVDシングル
- シングルV「16歳の恋なんて」（2008年2月6日、hachama、HKBN-50095）

### アルバム
- ハロー!プロジェクト スペシャルユニット メガベスト（2008年12月10日、zetima、EPCE-5602）
- プッチベスト9 DVD（2008年12月10日、zetima、EPBE-5312）
- ハロー!プロジェクトの全曲から集めちゃいました! Vol.5 tofubeats編（2014年8月13日、UP-FRONT WORKS、UFCW-1081） - タワーレコード限定